# Klaus Ebner
Klaus Ebner (Viena, Austria - 8 de agosto de 1964), escritor austríaco. Autor de narraciones, novelas, poesía y ensayos en lengua alemana. También escribe poesía en lengua catalana. Durante la década de 1980 publicó libros especializados en software y algunos primeros textos literarios en revistas. Traduce obras literarias del francés y del catalán al alemán. Es miembro de asociaciones austríacas de escritores, como por ejemplo, la Grazer Autorinnen Autorenversammlung.
Su obra literaria incluye ensayos culturales sobre asuntos catalanes y narraciones que tratan de tradiciones judías. Su primera colección de cuentos (en alemán) apareció en 2007. Publicó la novela corta Hominide en 2008 y al año siguiente su primer poemario en catalán. Ebner recibió varios premios de literatura en Austria, por ejemplo el Premio de Juventud Erster Österreichischer Jugendpreis de 1982 y el premio Wiener Werkstattpreis de 2007. Críticos austriacos, como Wolfgang Ratz, han destacado el cuidado y el flujo melódico de su prosa.

## Biografía
Klaus Ebner nació el 8 de agosto de 1964 en Viena. Su madre (1944) era peluquera y su padre (1939-1996) vendedor de productos electrónicos recreativos. Su hermana nació en 1969. Ebner se crio en una familia burguesa de clase media. Desde finales de los años escolares Ebner ya escribía textos cortos de prosa, poesía y piezas radiofónicas. Durante ese tiempo ya publicaba varias obras en revistas literarias y de cultura. Tenía doce años cuando escribió una corta obra teatral.
Después de una estancia de cinco semanas en la universidad de verano de Tours (Francia), estudió traductología (1982-1989) así como filología románica y germánica (1983-1988). Aprendió el catalán de manera autodidacta – en el prefacio al poemario Vermells Josep Navarro Santaeulàlia expone su sorpresa cuando supo que Ebner había aprendido el idioma «sin otra ayuda que gramáticas y diccionarios». En una entrevista en el Diari Maresme el escritor explica su motivación en su interés por las lenguas románicas y la atracción de un idioma que no se podía aprender tan fácilmente en otros países. Durante la década de 1980 trabajó para una asociación literaria y su revista.
Posteriormente empezó su práctica profesional en el campo de la traducción, la enseñanza de lenguas extranjeras y la colaboración en proyectos informáticos. Durante la década de 1990 el autor compuso artículos especializados y libros sobre temas de software y redes informáticas, escribió artículos informáticos para las revistas Output/Eurocom (Austria), Inside OS/2 (Alemania), NT Update y AIX Update (Reino Unido) y libros sobre software y redes informáticas en alemán e inglés.
En el año 2001, durante sus estudios de economía europea (1998-2002) en una universidad de ciencias aplicadas, escribió un ensayo sobre el  islamismo en Europa que se publicó en Alemania el mismo año. El autor también publicó algunos cuentos que tratan sobre las civilizaciones musulmanas, por ejemplo Momentaufnahme, y Orgiastisch.
Las actividades literarias del autor incluyen la redacción de reseñas críticas, y presentaciones públicas de su literatura, por ejemplo en los centros de cultura Alte Schmiede y Literaturhaus que son los más conocidos y reputados de Viena según el germanista Klaus Zeyringer, y en el centro Kulturladen Westend en Múnich.

## Obra literaria
Klaus Ebner desde el fin de sus años escolares escribió prosa corta, poesía, cuentos y ensayos. Publicó en revistas de literatura y de cultura, por ejemplo en Sterz, la revista más gran de Estiria, y Lesezirkel, editada por el periódico vienés Wiener Zeitung. Su tesina en el Instituto de Lenguas Románicas, escrita en francés, se tituló L'image des pays catalans chez les ecrivains français à partir du Romantisme. Publicó fragmentos de un Diari Català en 1987, y algunos ensayos sobre la cultura catalana, entre otros aspectos sobre Barcelona y Andorra, publicados en las revistas Literatur und Kritik y Zitig. Ebner escribe poesía en alemán y en catalán. La primera publicación en catalán fue un poema dentro de la antología La Catalana de Lletres 2004. La revista Reduccions, en 2009 publicó algunos poemas. En el año 2007 recibió una beca del gobierno austriaco para escribir un ensayo histórico-cultural sobre Andorra.
Debido a la necesidad de encontrar otro trabajo después del nacimiento de su primer hijo en 1987, la marcha de la producción literaria se ralentizó; la tabla de publicaciones de la página web del autor indica solo seis publicaciones en antologías hasta el año 2004, pero diecisiete del 2005 al 2008. Se dedicó, pero, a la novela Feuer Geraun; dos capítulos de esta novela fueron publicados en versiones primerizas por la revista austriaca Die Rampe en 1994 (Der Schreiber von Aram) y en 1997 (Das Gesetz) – estos capítulos tratan de tradiciones judías y bíblicas.
La obra narrativa revela una multitud de temas que según la crítica austriaca, Julia Rafael, examinan problemas actuales y relevantes para la sociedad. Describe los cuentos en la antología Lose como «historietas implosivas» y subraya que el lector encuentra también «fantasmas, ironía y humor». El léxico refinado y la precisión lingüística caracterizan el estilo del escritor. Cada frase tiene su melodía, sobre todo la narrativa se aproxima a la poesía lírica. El periodista Paul C. Jezek comparó las oraciones del autor con la «pintura japonesa – cada palabra ha sido elegida con mucho cuidado».
Sus temas preferidos son las sociedades multiculturales, las mentalidades diferentes, las lenguas, las etnias y las creencias. La tolerancia y la aceptación representan un tema central del segundo libro Auf der Kippe. El poema ein Zettler/hombre de papel fue mencionado en el Premio Internacional de Poesía Nosside. El jurado mencionó la «tristeza metropolitana», personalizada por el «hombre de papel» que tiene como «alimento» la soledad y como «ornamento» una ilusa esperanza. El poema integral:
| Alemán (original) | Traducción castellana |
| --- | --- |
| ein Zettler krank vergessen ganz im Suff die Wagenräder sperren zäh sein Mahl besteht aus Einsamkeit garniert mit Sehnsucht nach Vergangenem betört von lauten Rufen Hoffnung wie vor langem sie verlosch | hombre de papel enfermo olvidado borracho las ruedas bloquean obstinadamente su alimento es la soledad el ornamento añoranza del pasado trastornado por gritos de truenos esperanza que hace mucho tiempo murió |

En 2008 se publicó la sátira Homínido que narra los siete días mitológicos de un Australopithecus afarensis que desencadena el proceso de la hominización. Es el comienzo de la civilización y de la cultura. El protagonista narrador Pitar habla en un lenguaje actual. Uno de sus compañeros hasta hace citas de la literatura latina en latín. El historiador y escritor austriaco Heinz Gerstinger, llama al libro una sátira sobre nuestra vida, un espejo de los arquetipos humanos como el poderoso, el envidioso, el bromista y el pensador. Aunque los siete días del cuento sean una alusión a la creación bíblica, el reposo del séptimo día es perturbado por el ataque de un gato de dientes de sable que dispersa el grupo hacia los eventos descritos por la teoría de la salida de África.

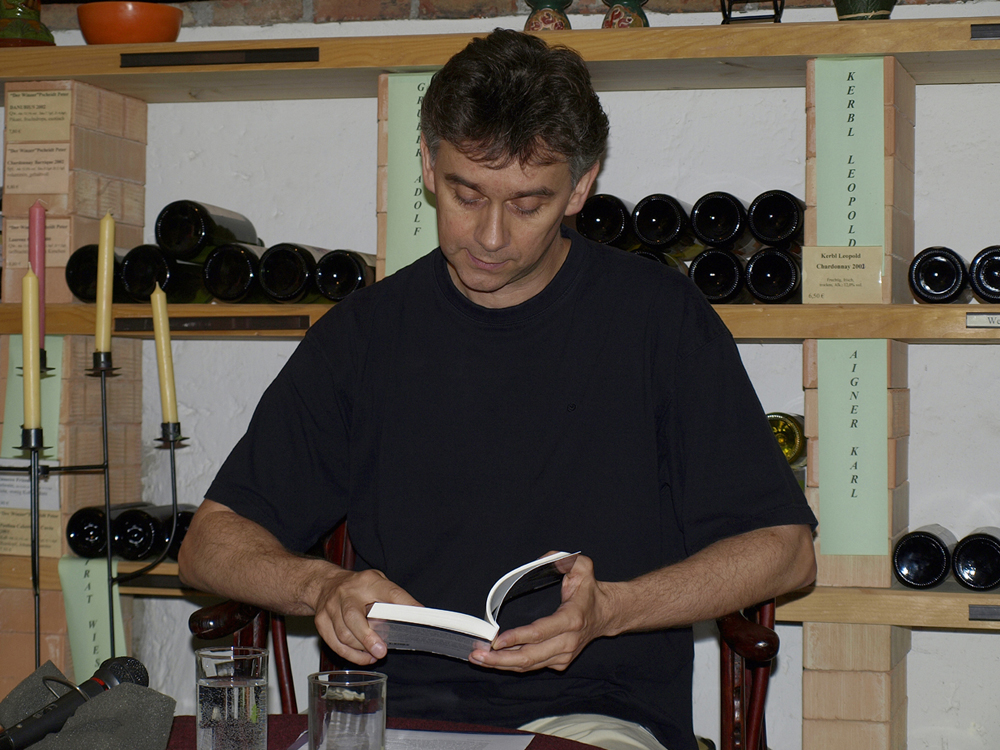
Presentación en Klosterneuburg.

Es un rasgo característico de su narrativa que a menudo los protagonistas no tienen nombres completos sino solo unos motes, con esta técnica el autor reduce el nombre de la figura a una forma muy familiar, encontramos ejemplos en la novela corta Homínid, pero también en numerosos cuentos como Das Pendel, Abflug y Die Straße.
Las obras no siguen un estilo  realista sino que mezclan a menudo fantasía y realidad. En este contexto el germanista austriaco Klaus Kastberger define el cuento Der Ruch von Kaffee como una invitación a la contemplación sensual. Este cuento trata de la relación de un pintor con su modelo, que eligió en la calle. El olor del café es el motivo principal, y la facultad del pintor de trasladar las sensaciones, de la modelo al espectador en su pintura, representa un elemento fantástico. La narradora en primera persona es la mujer que hace de modelo.
En la poesía, Ebner prefiere poemas cortos y con versos cortos, el autor juega con la palabra y sus significados, Santaeulàlia dice: «(...) los poemas (...), donde la palabra, comprimida en un espacio menor, parece que se vea obligada a forzar todo su abanico de significaciones. Palabras desnudas y encendidas (...).» En el libro Vermells los poemas están encadenados por palabras comunas. Un poema termina por ejemplo con los versos «(...) / sobtadament se m'acudeix que tu / del sabor ets l'onada», en el próximo se dice «les onades / dels teus ulls / que per a mi són / llum» y entonces la continuación con «aquesta llum distanciada / que m'encega tant / (...)».

## Distinciones
En 1982 Ebner recibió el Premio de Literatura para la Juventud con la novela corta  Das Brandmal (El estigma) que atrajo la atención del crítico austriaco y miembro del jurado Hans Weigel. Este último comparó el joven autor con el escritor del siglo XIX Ferdinand von Saar, conocido por sus novelas cortas. La novela narra la historia de un trabajador comunitario y un viejo que le parece un tanto extraño. Poco a poco, el joven, se entera de que el viejo, un judío, había estado en un campo de exterminio de los  nazis. El joven descubre qué papel había jugado Austria durante la Segunda Guerra Mundial. La novela fue publicada al año siguiente en el periódico germanófono de Israel Israel-Nachrichten .
En 2008, Klaus Ebner recibió el premio Wiener Werkstattpreis 2007. El texto vencedor, Der Flügel Last (El peso de las alas), describe los días de una niña de siete años que tiene cáncer. El estilo narrativo adopta la perspectiva de la niña. En el ensayo Was blieb vom Weißen Ritter? (¿Qué quedó del caballero blanco?) presenta la novela medieval catalana Tirante el Blanco, del valenciano Joanot Martorell, a un público de habla germánica. El autor mezcló la propia experiencia de lector con los hechos históricos y filológicos.

### Premios
- 2009 Beca de Viaje para la Literatura del gobierno austriaco.[47]
- 2008 Dos becas para literatura del gobierno austriaco.[48]
- 2007 Wiener Werkstattpreis 2007, premio principal y vencedor en las categorías cuento y ensayo (Viena)[49]
- 2007 Beca de Viaje para la Literatura del gobierno austriaco.[50]
- 2007 Mención al Premio Internazionale di Poesía Nosside en (Reggio Calabria).[51]
- 2005 Feldkircher Lyrikpreis (Premio de Poesía de Feldkirch) (4.º).[52]
- 2004 La Catalana de Lletres 2004, mención y publicación de un poema en la antología de la convocatoria (Barcelona).[53]
- 1988 Erster Österreichischer Jugendpreis (Premio para la Juventud) por la novela Nils.[54]
- 1984 Premio de Radiocomedia de la revista literaria TEXTE (3.º).[54]
- 1982 Erster Österreichischer Jugendpreis (Premio para la Juventud) por la novela corta Das Brandmal.[55]

## Obra

### Traducción en castellano
- Por qué (… escribo), ensayo (autotraducción), BoD España, Madrid 2020, ISBN 978-84-13266794

### Libros en catalán
- Sentits (Sentidos), ensayo, BoD España, Madrid 2022, ISBN 978-84-11232982
- Forats (Agujeros), poesía, BoD España, Madrid 2020, ISBN 978-84-13262901
- Vestigis (Vestigios), poesía, BoD España, Madrid 2019, ISBN 978-84-13266435
- Blaus(Azules), poesía, Pagès Editorial, Lérida 2015, ISBN 978-84-99756271
- Vermells (Rojos), poesía, SetzeVents Editorial, Urús 2009, ISBN 978-84-92555-10-9

### Libros en alemán
- Schwarzlicht (Luz negra), poesía, BoD Alemania, Neckenmarkt 2021, ISBN 978-3-754301166
- Wortspieler (Jugador de palabras), ensayo sobre Samuel Beckett, BoD Alemania, Neckenmarkt 2020, ISBN 978-3-751935852
- Homínido; cuento, Wieser Verlag, Klagenfurt 2016, ISBN 978-3-99029-206-8
- Ohne Gummi (Sin goma), prosa, Arovell Verlag, Gosau (Austria) 2013, ISBN 978-3-902808-36-3
- Andorranische Impressionen (Impresiones de Andorra), ensayo de viaje, Wieser Verlag, Klagenfurt (Austria) 2011, ISBN 978-3-85129-934-2
- Auf der Kippe; prosa corta, Arovell Verlag, Gosau 2008, ISBN 978-3-902547-67-5
- Lose; cuentos, Edition Nove, Neckenmarkt 2007, ISBN 978-3-85251-197-9

### Contribuciones en antologías
- Routiniert; cuento, en: Sexlibris, Schreiblust Verlag, Dortmund 2007, ISBN 978-3-9808278-1-2
- Weinprobe; cuento, en: Das Mädchen aus dem Wald, Lerato-Verlag, Oschersleben (RFA) 2006, ISBN 3-938882-14-X
- Das Begräbnis; cuento, en: Kaleidoskop, Edition Atelier, Viena 2005, ISBN 3-902498-01-3
- Abflug; cuento, en: Gedanken-Brücken, Edition Doppelpunkt, Viena 2000, ISBN 3-85273-102-X
- Island; poema, en: Vom Wort zum Buch, Edition Doppelpunkt, Viena 1997, ISBN 3-85273-056-2
- Heimfahrt; cuento, en: Ohnmacht Kind, Boesskraut & Bernardi, Viena 1994, ISBN 3-7004-0660-6
- Träume; prosa corta, en: Junge Literatur aus Österreich 85/86, Österreichischer Bundesverlag, Viena 1986, ISBN 3-215-06096-5

### Otras publicaciones
- Josep Pla; ensayo. Zitig (revista en línea), Viena 2008
- Was blieb vom Weißen Ritter?; ensayo sobre Tirante el Blanco. Wordshop X - Wiener Werkstattpreis 2007, FZA Verlag, Viena 2008
- Die Stadt und das Meer; ensayo sobre Barcelona. Reisenotizen, FZA Verlag, Viena 2007, ISBN 978-3-9502299-4-3
- Die Freiheit ist eine Funzel; ensayo sobre la libertad. Lichtungen no. 109, Graz 2007
- Von der Legende zur Modernität;[56] ensayo sobre Andorra. Literatur und Kritik no. 411/412, Salzburg 2007
- Die Kunst ist der Anfang; ensayo sobre la traducción literaria. Literarisches Österreich no. 1/07, Viena 2007
- Das Reizvolle der Prophezeiung; ensayo sobre profecías. Sterz no. 99, Graz 2006
- Das Gfrett mit der Reform; ensayo sobre la nueva ortografía alemana. Literarisches Österreich no. 2/04, Viena 2004
- El perquè de tot plegat; poesía, en: La Catalana de Lletres 2004, Cossetània Edicions, Barcelona 2005, ISBN 84-9791-098-2
- Capvespre venecià Archivado el 4 de febrero de 2022 en Wayback Machine.; poesía, en: Jo Escric.com

### Traducciones
Klaus Ebner traduce obras literarias del francés y del catalán al alemán. En la revista electrònica Zitig y la revista Driesch se publicó el ciclo de poesía Illa de J. N. Santaeulàlia en catalán junto con la traducción alemana. En Driesch presentó también poemas traducidos de las escritoras Marta Pérez i Sierra y Roser Amills.